# Презіденті-Жаніу-Квадрус
Презіденті-Жаніу-Квадрус (порт. Presidente Jânio Quadros) — муніципалітет в Бразилії, входить до складу штату Баїя. Є складовою частиною мезорегіону Південно-центральна частина штату Баїя. Входить до економічно-статистичного мікрорегіону Брумаду. Населення становить 15 874 чоловік (станом на 2006 рік). Займає площу 827,379 км².
| Бразилія | Це незавершена стаття з географії Бразилії. Ви можете допомогти проєкту, виправивши або дописавши її. |

1. 1 2 3 4 5 6 7 8  OpenStreetMap — 2004.